# Кенжалов, Бектурган
Бектурган Кенжалов (каз. Бектұрған Кенжалов; 1907 год, аул Жарбулак, Семипалатинская область — дата смерти неустановлена) — старший чабан совхоза «Жарбулакский» Урджарского района Семипалатинской области, Казахская ССР. Герой Социалистического Труда (1966).
Родился в 1907 году в крестьянской семье в ауле Жарбулак Семипалатинской области. Трудовую деятельность начал в местном колхозе (с 1963 года — совхоз «Жарбулакский» Урджарского района). Был назначен старшим чабаном.
В 1965 году бригада Бектургана Кенжалова вырастила в среднем по 160 ягнят от каждой сотни овцематок и настригла в среднем по 4,7 килограмм шерсти с каждой овцы. За выдающиеся успехи, достигнутые в развитии животноводства удостоен звания Героя Социалистического Труда указом Президиума Верховного Совета СССР от 23 марта 1966 года c вручением ордена Ленина и золотой медали «Серп и Молот».
Дата и место смерти неизвестны.